# Fabriciana xanthodippe
Fabriciana xanthodippe är en fjärilsart som beskrevs av Johann Heinrich Fixsen 1887. Fabriciana xanthodippe ingår i släktet Fabriciana och familjen praktfjärilar. Inga underarter finns listade i Catalogue of Life.